# Đông Bắc (xã)
Đông Bắc là một xã thuộc huyện Kim Bôi, tỉnh Hòa Bình, Việt Nam.